# Pleurisanthes brasiliensis
Pleurisanthes brasiliensis är en tvåhjärtbladig växtart som beskrevs av Van Tiegh.. Pleurisanthes brasiliensis ingår i släktet Pleurisanthes och familjen Icacinaceae. Inga underarter finns listade i Catalogue of Life.